# 萊諾拉 (明尼蘇達州)
萊諾拉（英語：Lenora）是位於美國明尼蘇達州菲爾莫爾縣的一個非建制地區。

## 歷史
萊諾拉於1855年成立，同年設立郵局，其後於1905年停運。

## 地理
萊諾拉所處的海拔為高於海平面397米（即1106英呎），而該地所採用的時區為UTC-6，即北美中部時區（CST）。同時該地設有夏令時間，為UTC-6調快一小時，即UTC-5（CDT）。